# Вайола (Вісконсин)
Вайола (англ. Viola) — селище (англ. village) в США, в округах Ричленд і Вернон штату Вісконсин. Населення — 676 осіб (2020).

## Географія
Вайола розташована за координатами 43°30′24″ пн. ш. 90°40′22″ зх. д. / 43.50667° пн. ш. 90.67278° зх. д. (43.506728, -90.672790).  За даними Бюро перепису населення США в 2010 році селище мало площу 2,64 км², з яких 2,60 км² — суходіл та 0,04 км² — водойми.

## Демографія
Згідно з переписом 2010 року, у селищі мешкало 699 осіб у 279 домогосподарствах у складі 184 родин. Густота населення становила 265 осіб/км².  Було 331 помешкання (125/км²).
Расовий склад населення:
| - 98,6 % — білих - 0,6 % — чорних або афроамериканців |

До двох чи більше рас належало 0,6 %. Частка іспаномовних становила 0,6 % від усіх жителів.
За віковим діапазоном населення розподілялося таким чином: 27,2 % — особи молодші 18 років, 55,9 % — особи у віці 18—64 років, 16,9 % — особи у віці 65 років та старші. Медіана віку мешканця становила 37,8 року. На 100 осіб жіночої статі у селищі припадало 92,0 чоловіків;  на 100 жінок у віці від 18 років та старших — 89,9 чоловіків також старших 18 років.
Середній дохід на одне домашнє господарство  становив 46 659 доларів США (медіана — 36 607), а середній дохід на одну сім'ю — 53 376 доларів (медіана — 44 444). Медіана доходів становила 29 342 долари для чоловіків та 29 911 долар для жінок. За межею бідності перебувало 20,1 % осіб, у тому числі 28,8 % дітей у віці до 18 років та 6,3 % осіб у віці 65 років та старших.
Цивільне працевлаштоване населення становило 373 особи. Основні галузі зайнятості: освіта, охорона здоров'я та соціальна допомога — 29,5 %, виробництво — 20,6 %, роздрібна торгівля — 10,7 %, будівництво — 9,7 %.